# 豫園駅
座標: 北緯31度3分49秒 東経121度30分27秒 / 北緯31.06361度 東経121.50750度
豫園駅（よえん-えき）は、上海市黄浦区復興東路に位置する上海軌道交通10号線、14号線の駅である。

## 駅構造
- 島式ホーム計2面4線の地下駅。

### のりば
| 番線                    | 路線   | 行先               |
| ----------------------- | ------ | ------------------ |
| 10号線ホーム（地下2階） |        |                    |
| 1                       | 10号線 | 虹橋駅・航中路方面 |
| 2                       | 10号線 | 五角場・基隆路方面 |
| 14号線ホーム（地下3階） |        |                    |
| 3                       | 14号線 | 封浜方面           |
| 4                       | 14号線 | 桂橋路方面         |

## 駅周辺
- 豫園
- 争鮮（回転寿司）

## 歴史
- 2010年4月10日 - 開業。
- 2021年12月30日 - 14号線開業[1]。

## 画像

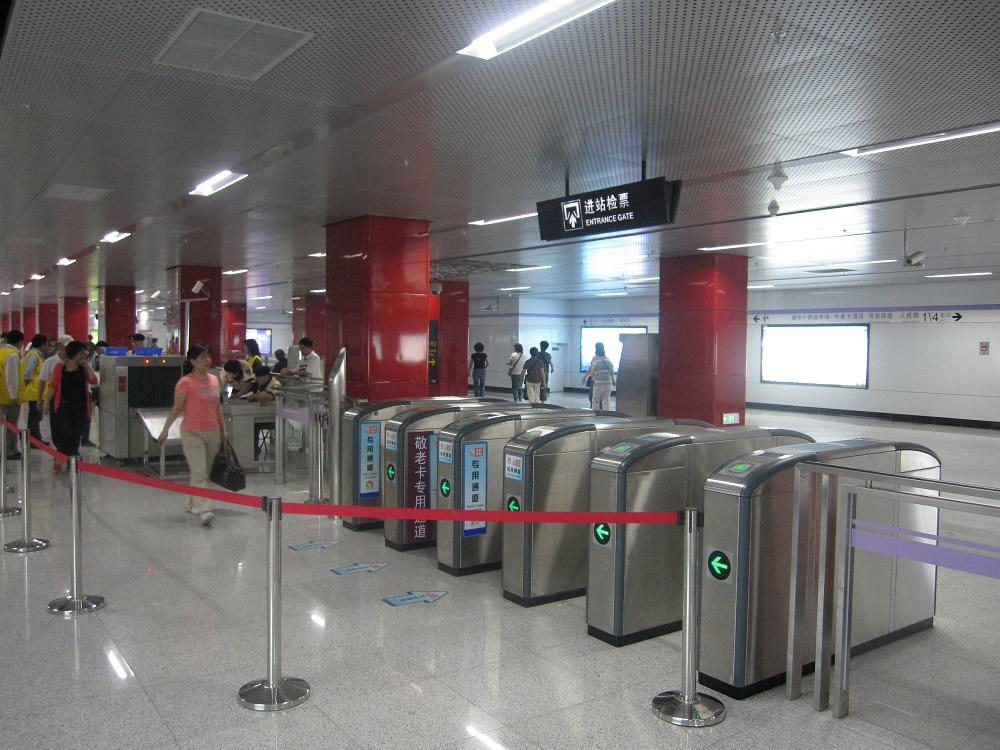
改札
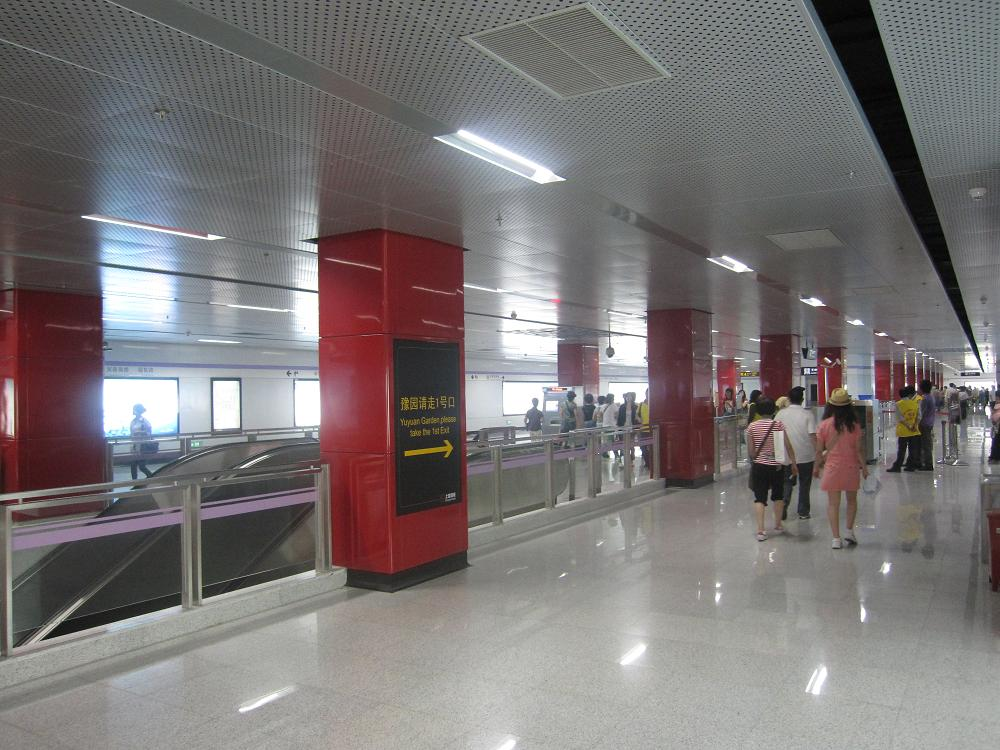
コンコース
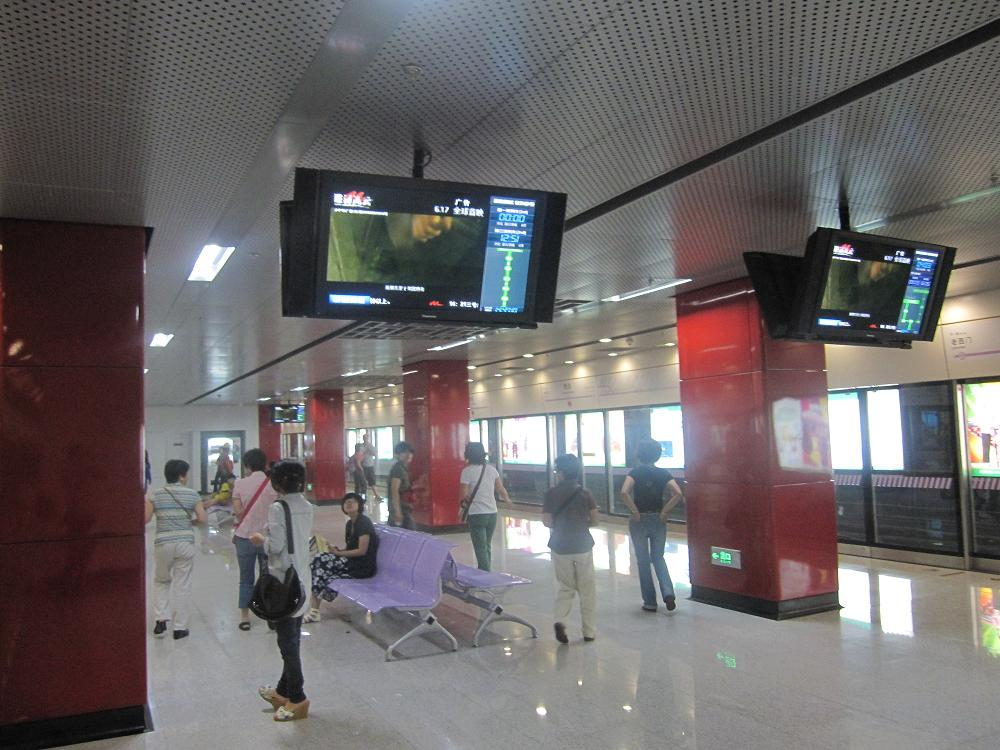
ホーム

## 隣の駅
10号線
南京東路駅 - 豫園駅 - 老西門駅
 14号線
大世界駅 - 豫園駅 - 陸家嘴駅